# Damiano Potì
Damiano Potì (Melendugno, 20 maggio 1934) è un politico italiano.

## Biografia
Ingegnere e libero professionista, è stato sindaco di Melendugno dal 1985 al 1993. Già segretario della Federazione Provinciale del PSI, venne poi eletto alla Camera dei deputati per quattro legislature nelle liste del Partito Socialista Italiano.